# Torynorrhina fulvopilosa
Torynorrhina fulvopilosa är en skalbaggsart som beskrevs av Moser 1911. Torynorrhina fulvopilosa ingår i släktet Torynorrhina och familjen Cetoniidae. Inga underarter finns listade i Catalogue of Life.